# Museu d'Art Modern de Nova York
El Museu d'Art Modern de Nova York (en anglès: Museum of Modern Art, acrònim: MoMA) és un museu d'art situat a Midtown Manhattan, a la ciutat de Nova York, al carrer 53 entre la Cinquena i la Sisena Avinguda.
Té un paper important en el desenvolupament i la col·lecció d'art modern, i sovint s'identifica com un dels museus d'art modern més grans i influents del món. La col·lecció del MoMA ofereix una visió general de l'art modern i contemporani, incloses obres d'arquitectura i disseny, dibuix, pintura, escultura, fotografia, gravats, llibres il·lustrats i d'artista, pel·lícules i mitjans electrònics.
La Biblioteca del MoMA inclou aproximadament 300.000 llibres i catàlegs d'exposicions, més de 1.000 títols de publicacions periòdiques i més de 40.000 fitxers efímers sobre artistes i grups individuals. Els arxius contenen material d'origen primari relacionat amb la història de l'art modern i contemporani.
El museu va atreure 2.190.440 visitants el 2022, el que el va situar en el quart lloc a la llista de museus més visitats dels Estats Units i el tercer museu d'art dels Estats Units més visitat. Aquesta assistència va ser un 89 per cent més alta que el 2021, però encara molt per sota de l'assistència anterior a la COVID-19 el 2019.

## Descripció
El MoMA obrí les portes al públic el 7 de novembre de 1929, 9 dies després del crac de la Borsa. Va ser fundat per tres dones: Lillie P. Blilss, important col·leccionista d'art post-impressionista, Mary Quinn Sullivan, professora d'art i incipient col·leccionista d'art contemporani i Abby Aldrich Rockefeller, filla del senador i també col·leccionista d'art europeu. Les tres van veure la necessitat de canviar la tradicional idea dels museus d'art "històrics" i crear una institució exclusivament dedicada a l'art modern i contemporani. Uns mesos després de l'Armory Show, Bliss i Sullivan van adquirir-ne unes quantes obres que es van constituir com el cor de la col·lecció.
És considerat un dels santuaris de l'art modern i contemporani del món, i constitueix (segons el parer de molts) una de les millors col·leccions d'obres mestres. Allotja peces com La nit estelada de Van Gogh, Broadway Boogie Woogie de Piet Mondrian i obres d'artistes estatunidencs de primera línia com ara Jackson Pollock, Andy Warhol, Edward Hopper i Andrew Wyeth. El MoMA posseeix també una important col·lecció dedicada al disseny modern. També allotja obres d'autors no tan coneguts a nivell mundial; cal destacar que en la seva col·lecció en exposició permanent hi trobem obres del cineasta espanyol Luís Buñuel i dels catalans Pere Portabella i Carles Asensio.
Quan el Museu d'Art Modern començà a exposar les seves obres, els artistes d'aquella època pensaven que el cubisme, l'art abstracte, etc., era quelcom que topava amb les línies directrius que fins aleshores eren considerades la pauta en l'art veritable.
El MoMA conserva a les seves galeries el millor i més bell de l'art, incloent des de fotografies, pel·lícules, objectes d'orfebreria, mobiliari i objectes arquitectònics, així com obres mestres de pintura i escultura. Pel que fa a les pintures dels Vells Mestres, compta amb obres de Pablo Picasso, Marc Chagall, Kandinski, Mondrian, Matisse, entre d'altres.
La col·lecció també inclou obres de llegendes del món del disseny, com ara Livi Castiglioni, Achille Castiglioni, Pier Giacomo Castiglioni. Té també un Jardí d'Escultures d'Auguste Rodin, Alexander Calder, Nevelson i Maillol, i una sala de cinema.
Després de quatre anys de reformes que han costat prop de 55 milions de dòlars, hi ha noves galeries i molt més espai. Aquest museu té dos restaurants: el Garden Cafe, una cafeteria, i el Members Dining Room. És obert dissabtes, diumenges, dilluns, dimecres i dijous de 10:30 a 20:00, el dijous de juliol a agost fins a les 20:45. Roman tancat els dimarts.

## Col·leccions seleccionades

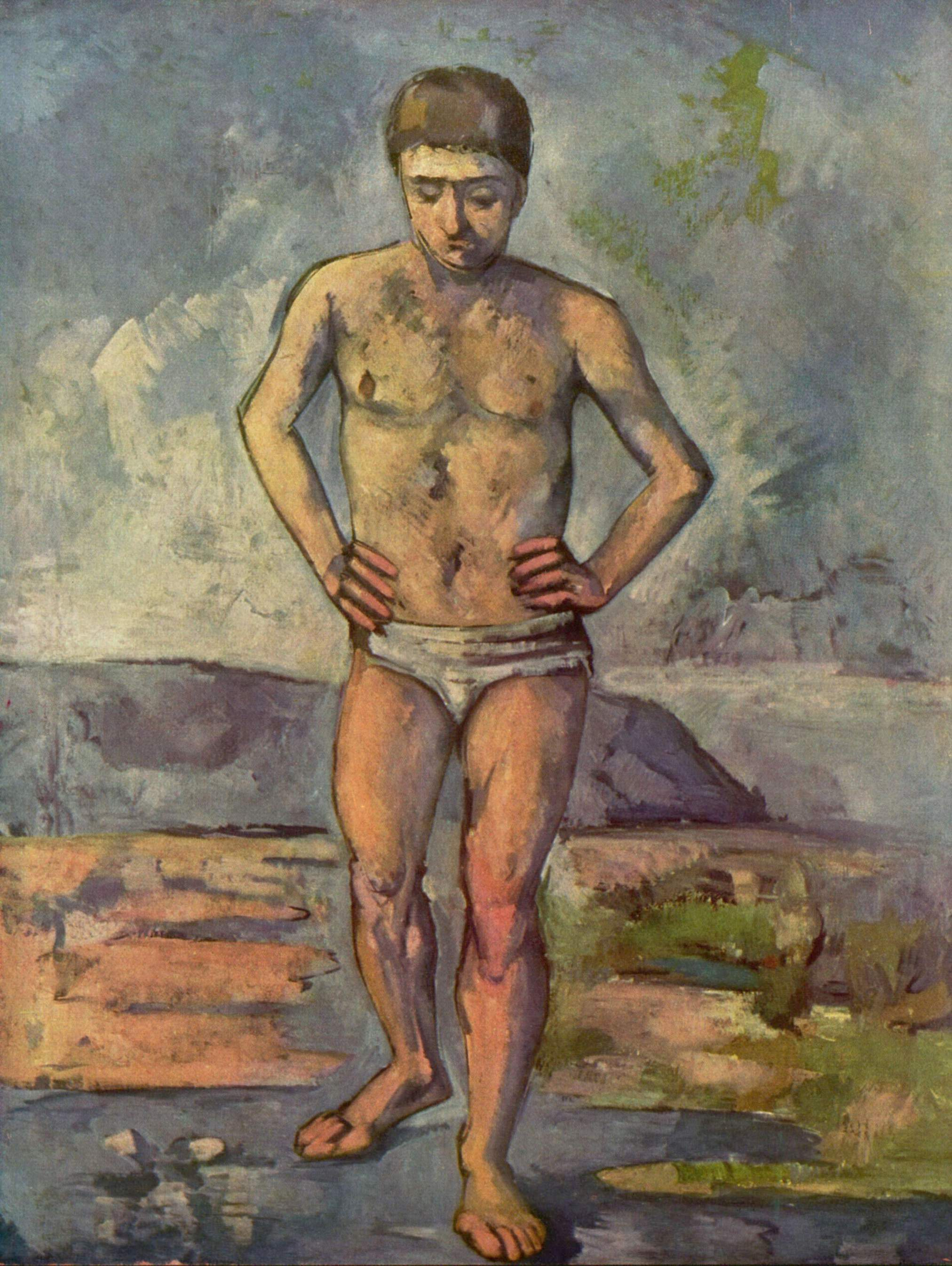
Paul Cézanne, El banyista, 1885–1887
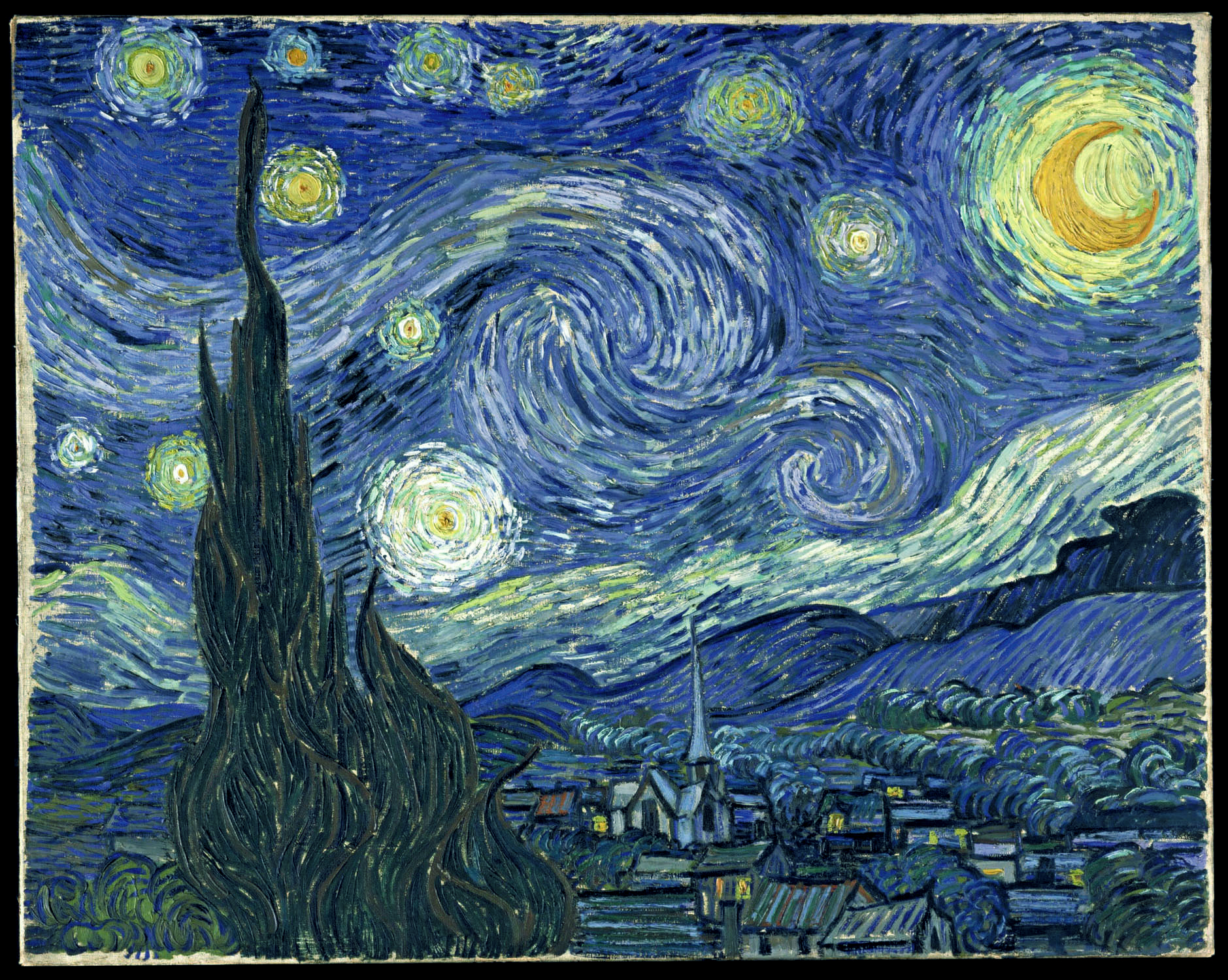
Vincent van Gogh, La nit estelada, 1889
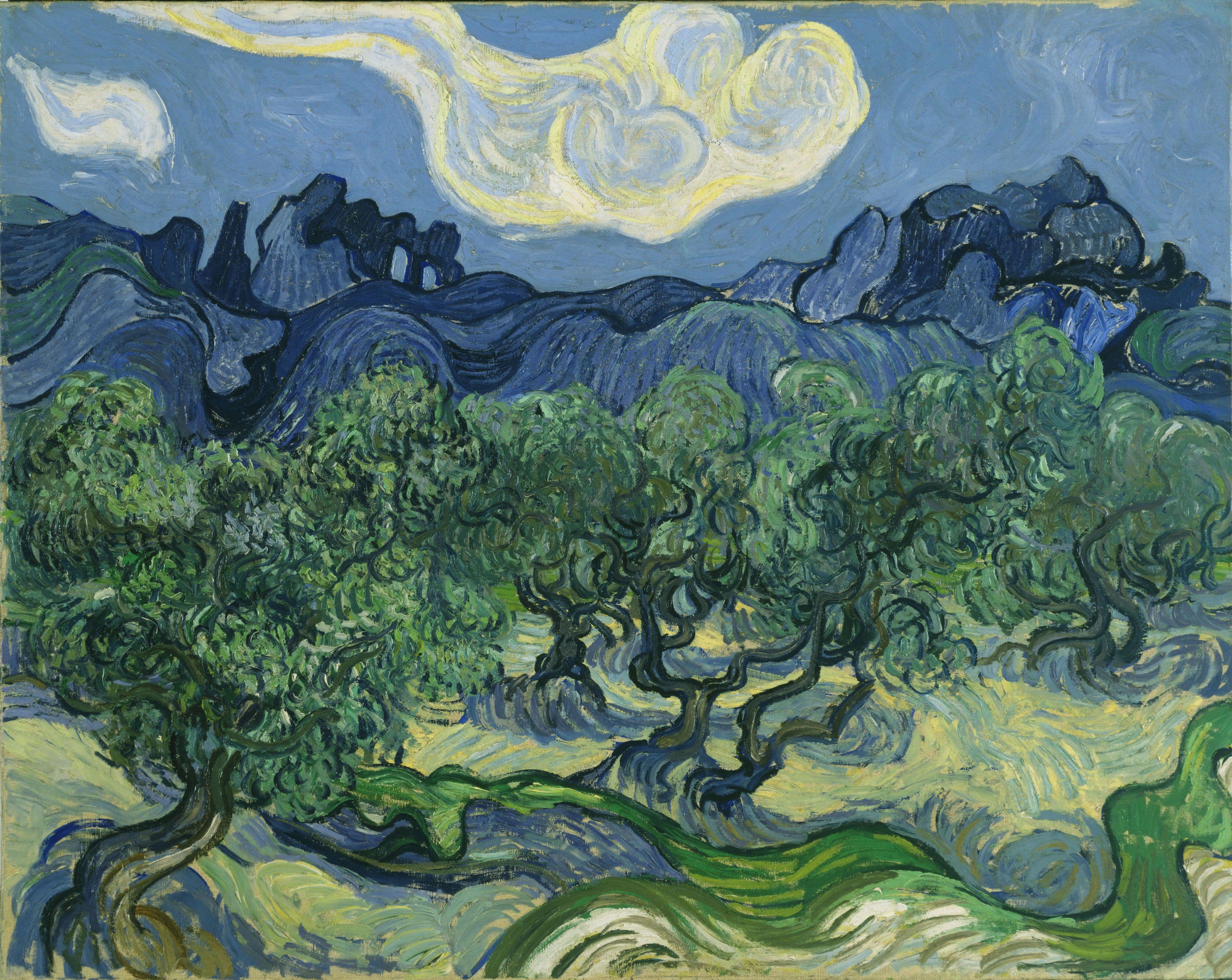
Vincent van Gogh, Oliveres, 1889
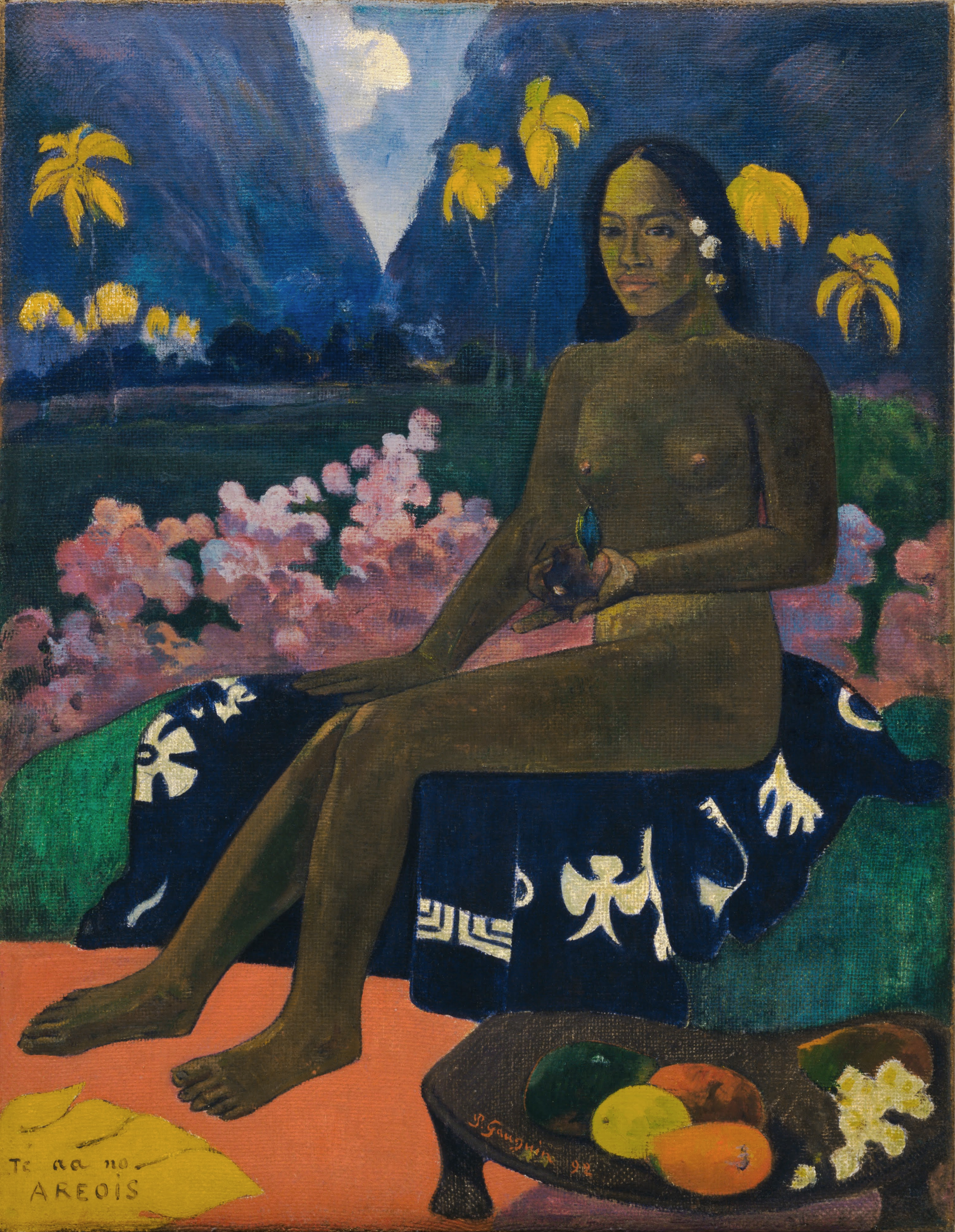
Paul Gauguin, Te aa no areois, 1892
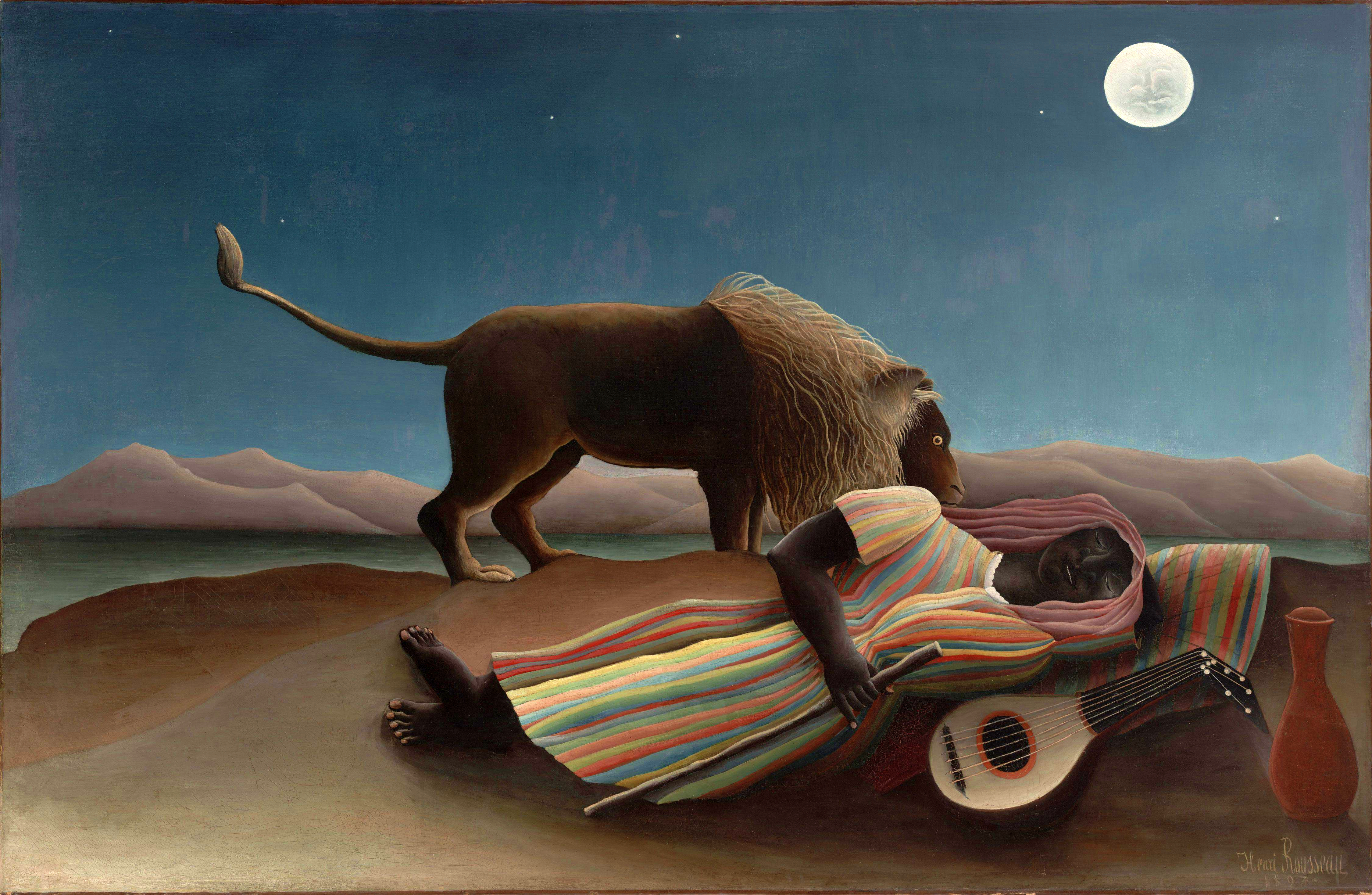
Henri Rousseau, La gitana dormida, 1897
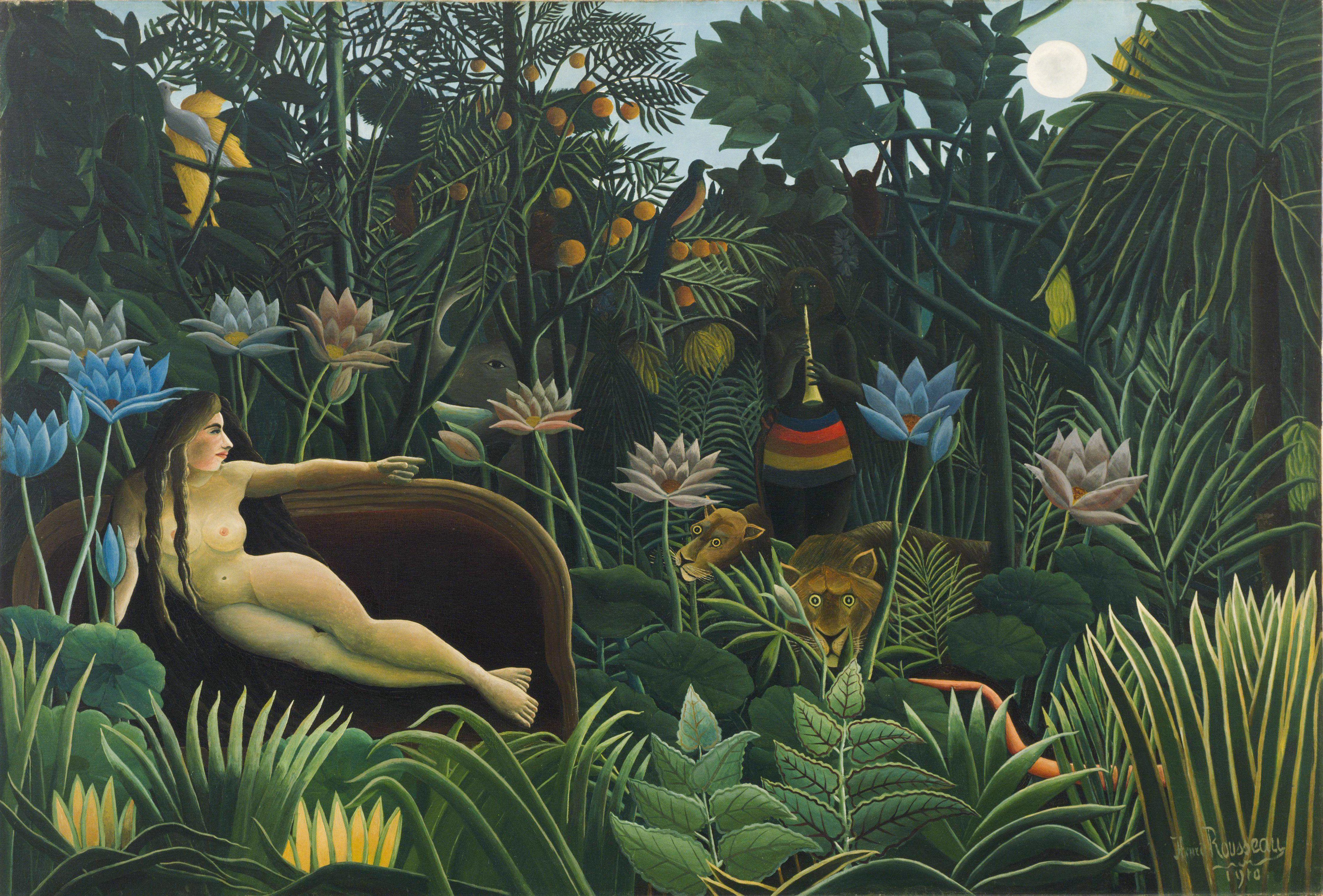
Henri Rousseau, El somni, 1910
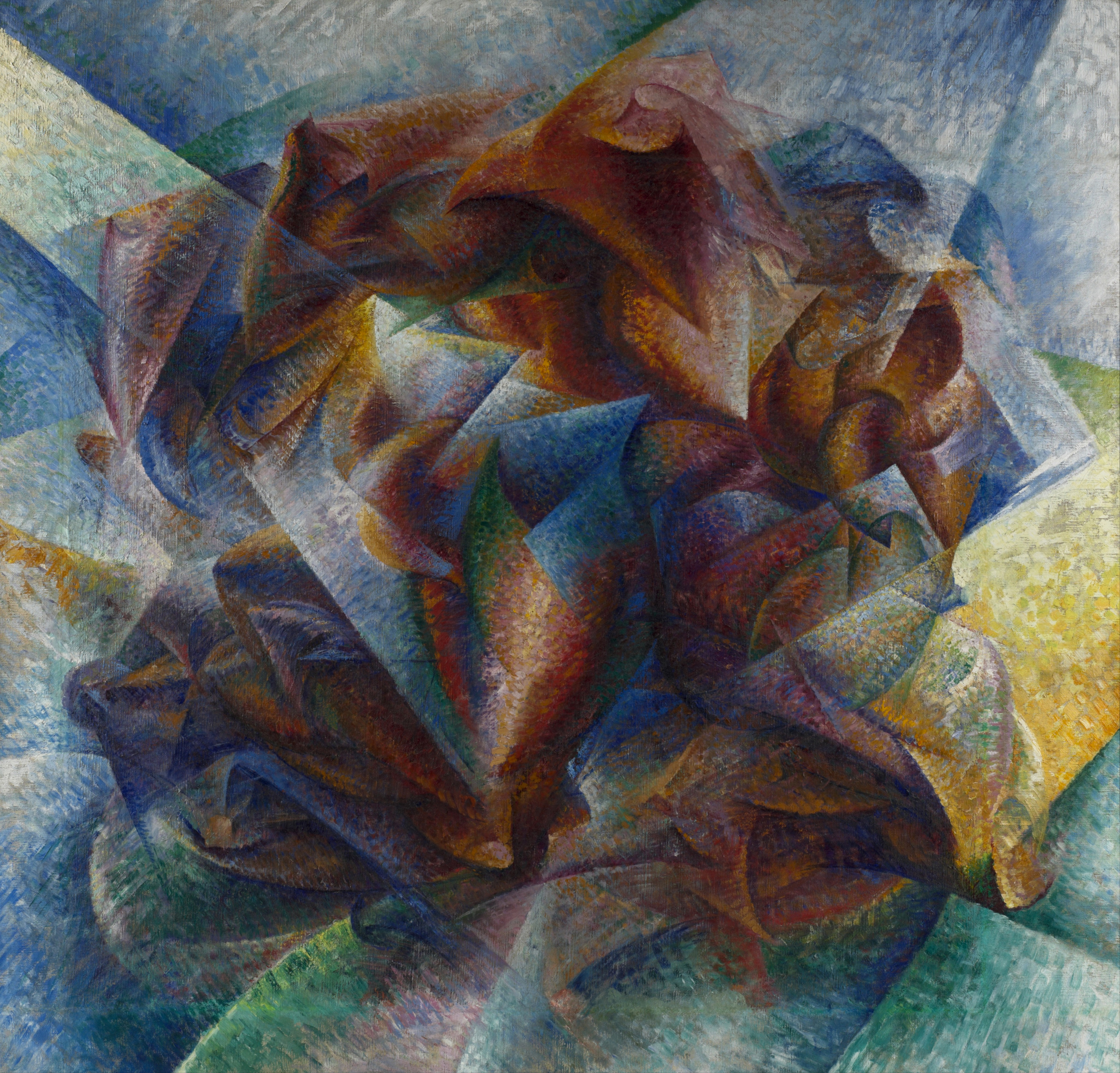
Umberto Boccioni, Dinamisme d'un futbolista, 1913
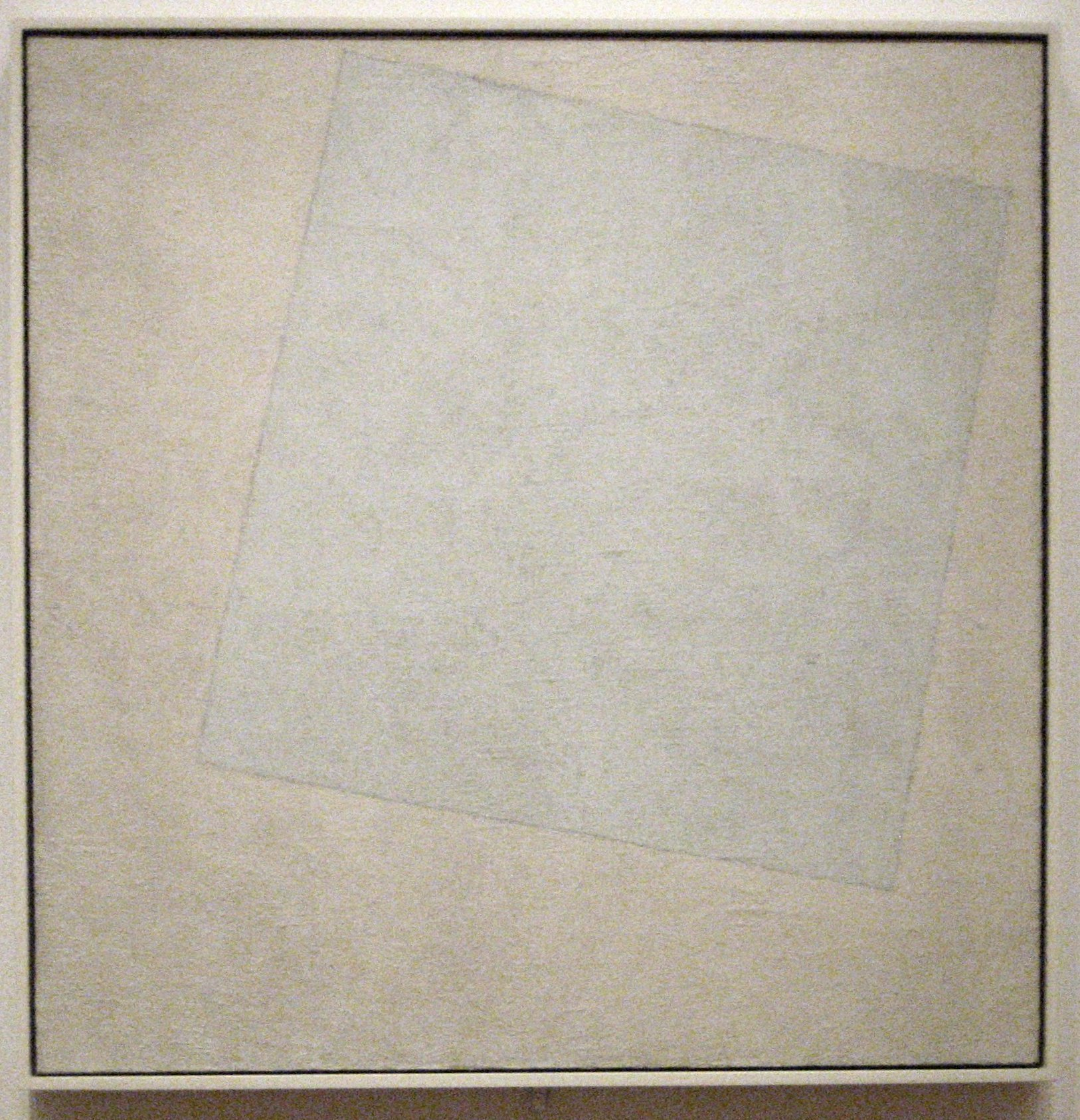
Kazimir Malevich, Composició suprematista: Blanc sobre blanc, 1918
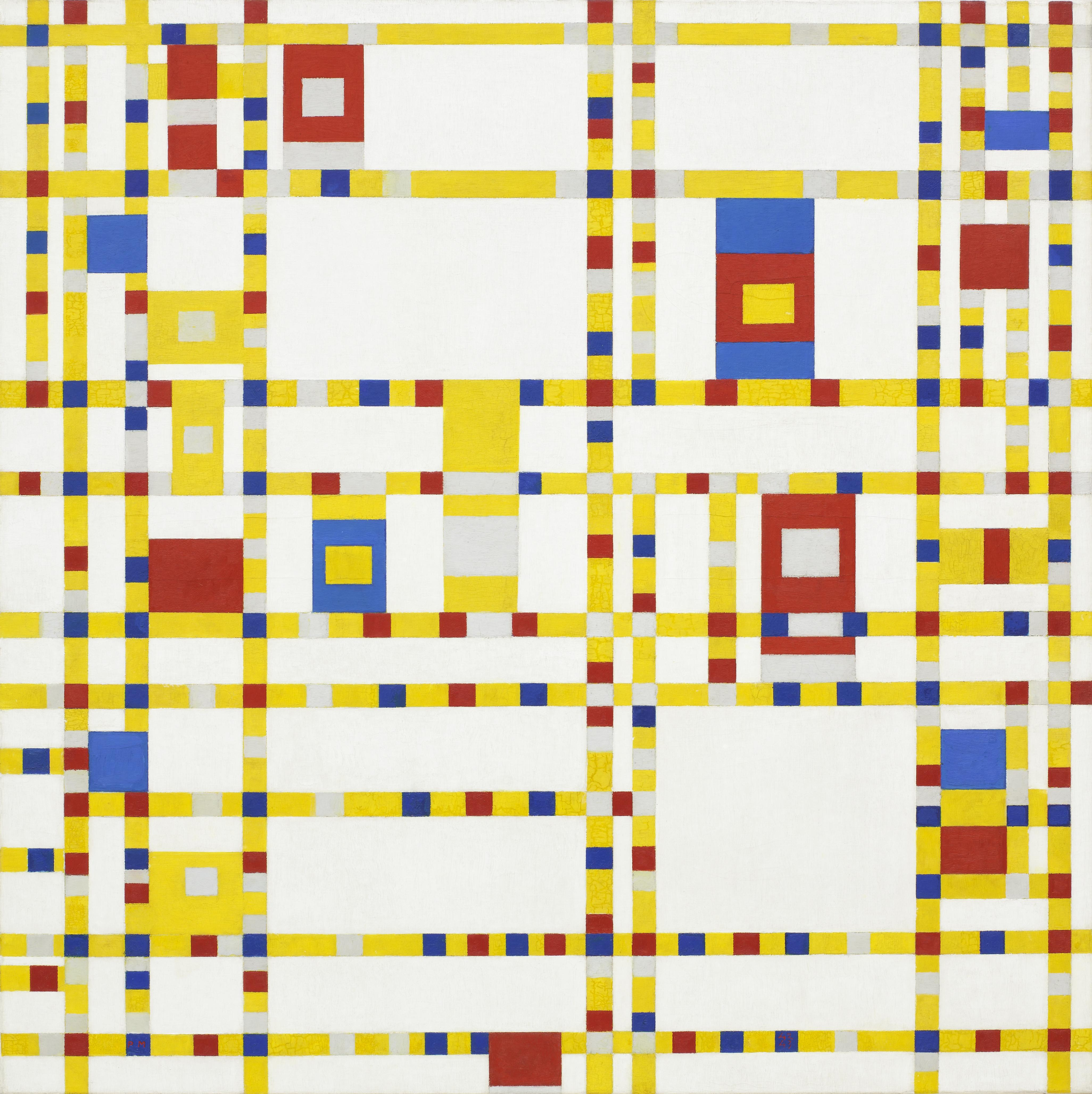
Piet Mondrian, Broadway Boogie-Woogie, 1942–1943

També conté obres d'una àmplia gamma d'artistes europeus i americans influents com Auguste Rodin, Henri Matisse, Pablo Picasso, Georges Braque, Joan Miró, Aristide Maillol, Piet Mondrian, Marcel Duchamp, Paul Klee, Fernand Léger, René Magritte, Henry Moore., Alberto Giacometti, Georgia O'Keeffe, Edward Hopper, Walker Evans, Dorothea Lange, Arshile Gorky, Hans Hofmann, Franz Kline, Willem de Kooning, Jackson Pollock, Mark Rothko, David Smith, Helen Frankenthaler, Morris Louis, Kenneth Noland, Robert Rauschenberg, Frank Stella, Andy Warhol, Roy Lichtenstein, Jean-Michel Basquiat i centenars d'altres.

### Fotografia
Pel que fa a la fotografia, "la col·lecció del MoMA és una de les més importants del món, formada per més de 25.000 obres, no només de fotògrafs, sinó també de periodistes, científics, emprenedors i aficionats".
El Departament de Fotografia va ser fundat per Beaumont Newhall l'any 1940 i va desenvolupar una col·lecció de fotografia d'art de renom mundial sota la direcció d'Edward Steichen (comissari 1947–1961). L'exposició més notable i duradora de Steichen, anomenada The Family of Man, va ser vista per 9 milions de persones. L'any 2003, la col·lecció fotogràfica Family of Man es va afegir al Registre Memòria del Món de la UNESCO en reconeixement del seu valor històric.
El successor escollit a mà de Steichen, John Szarkowski (comissari entre 1962 i 1991), va guiar el departament amb diverses exposicions notables, com ara New Documents dels anys 67 que presentaven fotografies de Diane Arbus, Lee Friedlander i Garry Winogrand i que es diu que "representà un canvi en la èmfasi" i "va identificar una nova direcció en la fotografia: imatges que semblaven tenir un aspecte casual, semblant a una instantània i un tema tan aparentment normal que era difícil de categoritzar". Sota Szarkowski, es va centrar en un enfocament més tradicionalment modernista del mitjà, un que emfatitzava les imatges documentals i les tècniques ortodoxes de cambra fosca.
Peter Galassi (comisari 1991-2011) va treballar sota el seu predecessor, mentre que Quentin Bajac (comisari 2013-2018) va ser contractat des de fora. L'actual comissari sènior de fotografia David Dechman és Roxana Marcoci, PhD.

### Cinema
El 1932, el fundador del museu Alfred Barr va destacar la importància d'introduir "l'única gran forma d'art pròpia del segle XX" al "public nord-americà que hauria d'apreciar les bones pel·lícules i donar-li suport". El fiduciari del museu i productor de cinema John Hay Whitney es va convertir en el primer president de la Filmoteca del museu entre 1935 i 1951. La col·lecció que Whitney va reunir amb l'ajuda de la comissària de cinema Iris Barry va tenir tant d'èxit que el 1937 l'Acadèmia de les Arts i les Ciències Cinematogràfiques va elogiar el museu amb un premi "pel seu important treball en la col·lecció de pel·lícules... i, per primera vegada, per fer-los disponibles al públic els mitjans per estudiar el desenvolupament històric i estètic del cinema com una de les arts principals".
La primera comissària i fundadora de la cinemateca va ser Iris Barry, una crítica i autora de cinema britànica les tres dècades de treball de la qual col·leccionant pel·lícules i presentant-les en contextos artístics i històrics van guanyar el reconeixement del cinema. Barry i els seus successors van construir una col·lecció d'uns 8.000 títols.
L'estudiós de cinema a l'exili Siegfried Kracauer va treballar a l'arxiu cinematogràfic del MoMA en una història psicològica del cinema alemany entre 1941 i 1943. El resultat del seu estudi, From Caligari to Hitler: A Psychological History of the German Film (1947), rastreja el naixement del nazisme des del cinema de la República de Weimar i va ajudar a establir les bases de la crítica cinematogràfica moderna.
Sota el Departament de Cinema del Museu d'Art Modern, la col·lecció de pel·lícules inclou més de 25.000 títols i es classifica com un dels millors arxius de museus d'art cinematogràfic internacional del món. El departament posseeix impressions de molts llargmetratges familiars, com Citizen Kane i Vertigo, però els seus fons també conté moltes peces menys tradicionals, com ara l'Imperi de vuit hores d'Andy Warhol, la pel·lícula pornogràfica gai de Fred Halsted, LA Plays Itself (projectada el 1974), diversos anuncis de televisió i el vídeo musical de Chris Cunningham per a All Is Full of Love de Björk.

### Biblioteca
La biblioteca del MoMA es troba a Midtown Manhattan, i té el magatzem en un espai de Long Island City, Queens. La col·lecció no exposada documenta l'art modern i contemporani, incloent-hi pintura, escultura, gravats, fotografia, cinema, performance i arquitectura des de 1880 fins a l'actualitat. La col·lecció inclou 300.000 llibres, 1.000 publicacions periòdiques i 40.000 arxius sobre artistes i grups artístics. Hi ha més d'11.000 llibres d'artista a la col·lecció. Les biblioteques estan obertes amb cita prèvia a tots els investigadors. El catàleg de la biblioteca s'anomena "Dadabase". La base de dades inclou registres de tot el material de la biblioteca, inclosos llibres, llibres d'artista, catàlegs d'exposicions, materials de col·leccions especials i recursos electrònics. La col·lecció de llibres d'artista del MoMA inclou obres d'Ed Ruscha, Marcel Broodthaers, Susan Bee, Carl Andre i David Horvitz.
A més, la biblioteca disposa de recursos electrònics de subscripció juntament amb la base de dades. Aquests inclouen bases de dades de revistes (com ara JSTOR i Art Full Text), índexs de resultats de subhastes (ArtFact i Artnet), la base de dades d'imatges ARTstor i el catàleg sindical WorldCat.

### Arquitectura i disseny
El Departament d'Arquitectura i Disseny del MoMA es va fundar l'any 1932 com el primer departament de museus del món dedicat a la intersecció de l'arquitectura i el disseny. El primer director del departament va ser Philip Johnson, que va exercir de comissari entre 1932–34 i 1946–54. El següent cap de departament va ser Arthur Drexler, que va ser comissari de 1951 a 1956 i després va exercir de cap fins a 1986.
La col·lecció consta de 28.000 obres que inclouen models arquitectònics, dibuixos i fotografies. Un dels elements més destacats de la col·lecció és l'Arxiu Mies van der Rohe. També inclou obres d'arquitectes i dissenyadors llegendaris com Frank Lloyd Wright, Paul László, els Eameses, Betty Cooke, Isamu Noguchi i George Nelson. La col·lecció de disseny conté moltes peces industrials i fabricades, que van des d'un coixinet de boles autoalineant fins a un helicòpter Bell 47D1 sencer. El 2012, el departament va adquirir una selecció de 14 videojocs, la base d'una col·lecció prevista de 40 que aniran des de Pac-Man (1980) fins a Minecraft (2011).